# Раварино
Раварино (итал. Ravarino) —  коммуна в Италии, располагается в регионе Эмилия-Романья, подчиняется административному центру Модена.
Население составляет 5900 человек (на 2004 г.), плотность населения составляет 190 чел./км². Занимает площадь 28 км². Почтовый индекс — 41017. Телефонный код — 059.
Покровителем населённого пункта считается Антоний Падуанский.